# 平準署
平準署（へいじゅんしょ）は、奈良時代に設置された官司。常平倉を管理し、物価の安定を図った。左右に分置され、長官は平準令と称した。

## 概要
天平宝字3年5月9日（759年6月8日）に藤原仲麻呂の建議で設置された。諸国の公廨稲の一部を常平倉に備蓄し、左右の平準署が売買運用して京内の米価を安定させ、利潤は庸調運脚夫の帰りの費用に充てることとした。中国では、『周官』の貨人中士・下士の職に由来（ただし、史実かどうかは不明）し、秦には平準令が設置されたとされている更に漢代にも大司農の属官として平準令・同丞が設置されており、『史記』には平準のことを扱った「平準書」が設けられている。唐においても平準署・常平倉が設置されて玄宗は開元7年（719年/日本養老3年）以後その充実を進めており、仲麻呂もこうした唐の事例を参考にして設置したと考えられている。
平準署は左右に分置され、右平準署は東海道・東山道・北陸道、左平準署は山陰道・山陽道・南海道・西海道を管掌して諸国の常平倉を管理した。仲麻呂政権下の官職の唐風改称の影響で、長官は「令」と称し、従五位前後の者が任じられていた。
天平宝字4年6月25日付で作成された『奉造丈六観世音菩薩料雑物請用帳』（『大日本古文書』4）に左平準署から銭50貫が出されていることが記されている。こうした記事を平準署の利銭が他の目的に流用されていることから平準署が設置目的通りに機能していたかを疑問視する意見が出されている一方、藤原仲麻呂の乱の前後に発生した飢饉において平城京にて大量の米が売却されていること、『続日本紀』において神護景雲から宝亀年間初期にかけて飢饉の記録が大幅に減少し、米価も安定していたにもかかわらず、平準署廃止直後から米価が高騰して賑給が行われるなど平準署廃止の反動とみられる現象の発生が指摘されて、これらを平準署がある程度は機能していた裏付けとみる意見も出されている。
光仁天皇の行政改革に伴う官司の整理策および貨幣流通の不振による事業の困難さによって、宝亀2年9月22日（771年11月3日）に廃止された。